# Vado
Vado és una concentració de població designada pel cens dels Estats Units a l'estat de Nou Mèxic. Segons el cens del 2000 tenia 3.003 habitants.

## Demografia
Segons el cens del 2000, Vado tenia 3.003 habitants, 776 habitatges, i 709 famílies. La densitat de població era de 391,7 habitants per km².
Dels 776 habitatges en un 61% hi vivien nens de menys de 18 anys, en un 68,6% hi vivien parelles casades, en un 16,9% dones solteres, i en un 8,6% no eren unitats familiars. En el 7% dels habitatges hi vivien persones soles el 3% de les quals corresponia a persones de 65 anys o més que vivien soles. El nombre mitjà de persones vivint en cada habitatge era de 3,87 i el nombre mitjà de persones que vivien en cada família era de 4,03.
Per edats la població es repartia de la següent manera: un 39,2% tenia menys de 18 anys, un 11,6% entre 18 i 24, un 26,7% entre 25 i 44, un 16,1% de 45 a 60 i un 6,4% 65 anys o més.
L'edat mediana era de 24 anys. Per cada 100 dones de 18 o més anys hi havia 94,7 homes.
La renda mediana per habitatge era de 23.538 $ i la renda mediana per família de 24.136 $. Els homes tenien una renda mediana de 16.335 $ mentre que les dones 15.121 $. La renda per capita de la població era de 6.323 $. Aproximadament el 32,8% de les famílies i el 34% de la població estaven per davall del llindar de pobresa.

## Poblacions més properes
El següent diagrama mostra les poblacions més properes.